# Yakov Springer
Yakov Springer (hebräisch יעקב שְפְּרינגֶר; * 10. Juni 1921 in Kalisz, Polen; † 6. September 1972 in Fürstenfeldbruck) war ein israelischer Kampfrichter, der beim Münchner Olympia-Attentat von palästinensischen Terroristen ermordet wurde.

## Leben
Springer wuchs in Polen auf und floh im Alter von 18 Jahren in die Sowjetunion, nachdem deutsche Truppen im September 1939 sein Heimatland überfallen hatten. Während er den Zweiten Weltkrieg in Moskau überlebte, wurde seine gesamte Familie – Brüder, Schwestern, sein deutschstämmiger Vater und seine Mutter – ermordet. Einzelnen Berichten zufolge lebte Yakov Springer ab 1940 im Warschauer Ghetto; bei dessen Errichtung befand er sich jedoch bereits in der sowjetischen Hauptstadt.
In Moskau lernte er seine spätere Frau Rosa kennen. Nach dem Krieg zog er mit ihr nach Warschau, wo er – als einziger Jude seiner Generation – die Sportakademie besuchte. Anschließend hatte er eine Position im polnischen Sportministerium inne, ehe er 1957 mit seiner Frau und zwei Kindern nach Israel übersiedelte. Hier war er als Pionier im Bereich des Gewichthebens tätig. Er arbeitete sowohl als Trainer als auch als Kampfrichter. In der letztgenannten Funktion wurde er zu den Olympischen Sommerspielen 1964 und 1968 eingeladen.
Als bekannt wurde, dass er auch bei den Olympischen Spielen in München eingesetzt werden sollte, kämpfte er nach Angaben seiner Tochter Mayo mit gemischten Gefühlen. Einerseits konnte er nicht vergessen, dass die Deutschen seine Familie ausgelöscht hatten, andererseits empfand er seine Teilnahme an den Spielen als symbolische Geste des Widerstandes und des Triumphes, da es den Nationalsozialisten nicht gelungen war, auch ihn zu töten.
In den frühen Morgenstunden des 5. September 1972 drangen palästinensische Terroristen der Organisation Schwarzer September in das Quartier der israelischen Mannschaft ein und töteten den Trainer Mosche Weinberg und den Gewichtheber Josef Romano. Sie nahmen Springer und acht weitere Mitglieder der israelischen Delegation als Geiseln. Bei dem missglückten Befreiungsversuch auf dem Flugplatz Fürstenfeldbruck wurde Springer von einem Geiselnehmer ermordet.
Meldungen der New York Times, wonach Springer und der Kampfrichter Yossef Gutfreund als heimliche Sicherheitskräfte der israelischen Mannschaft in München fungiert hätten, wurden später von israelischen Vertretern des IOC zurückgewiesen.